# Brian van Goethem
Brian van Goethem, né le 16 avril 1991 à Sluiskil, est un coureur cycliste néerlandais.

## Biographie
Brian van Goethem naît le 16 avril 1991 à Sluiskil aux Pays-Bas.
En 2013, Brian van Goethem intègre l'équipe continentale Metec-TKH Continental. 
En 2015, il devient professionnel au sein de la nouvelle équipe Roompot, qui l'engage pour deux ans,, qui prend le nom de Roompot Oranje Peloton au cours du mois de mars.
Au mois de septembre 2016 il prolonge son contrat avec la formation néerlandaise Roompot-Oranje Peloton.
En 2019, il rejoint le World Tour et l'équipe belge Lotto-Soudal pour deux saisons. Son contrat n'est pas renouvelé à l'issue de la saison 2020.

## Palmarès et classements mondiaux

### Palmarès
- 2007[1]
  - 3e du championnat des Pays-Bas du contre-la-montre cadets
- 2009
  - 2e de la Guido Reybrouck Classic
- 2012
  - 2e du Circuit du Westhoek
  - 3e de l'Omloop Houtse Linies
- 2013
  - Ronde van Haarlemmerliede
  - Zuid Oost Drenthe Classic II
  - Ster van Moerdijk
  - Ronde van Midden-Brabant
  - Textielprijs
  - 3e de la Flèche côtière
- 2014
  - 1re étape du Czech Cycling Tour (contre-la-montre par équipes)
  - Grand Prix Marcel Kint
  - 3e du Ster van Zwolle
- 2015
  - Grand Prix Briek Schotte
  - 3e du Grand Prix Marcel Kint
- 2016
  - Grand Prix Briek Schotte
- 2017
  - 3e du Circuit du Houtland

### Résultats sur les grands tours

#### Tour d'Espagne
1 participation
- 2019 : abandon (15e étape)

### Classements mondiaux
| Année                                 | 2013 | 2014 | 2015 | 2016  | 2017 | 2018  | 2019  | 2020  |
| ------------------------------------- | ---- | ---- | ---- | ----- | ---- | ----- | ----- | ----- |
| Classement mondial                    |      |      |      | 1074e | 582e | 1136e | 2290e | 1525e |
| UCI Europe Tour                       | 176e | 242e | nc   | 730e  | 382e | 1245e | 1471e | 1136e |
|                                       |      |      |      |       |      |       |       |       |
| Légende : nc = non classéSource : UCI |      |      |      |       |      |       |       |       |